# 徐乃英
徐乃英（1925年—），男，江苏苏州人，中国通信电缆、光缆技术专家，曾任中华人民共和国邮电部第五研究所副总工程师、高级工程师。